# Astragalus uninodus
Astragalus uninodus är en ärtväxtart som beskrevs av Mikhail Grigoríevič Popov och Aleksei Ivanovich Vvedensky. Astragalus uninodus ingår i släktet vedlar, och familjen ärtväxter. Inga underarter finns listade i Catalogue of Life.